# マルサ・アラム国際空港
マルサ・アラム国際空港（マルサ・アラム国際空港）は、エジプト マルサ・アラムの北60kmにある空港。ヨーロッパからの紅海南部への観光客の増加に応じて開港された。2011年までの正式名称はマルサ・ムバラク空港。クウェートのM・A・カラフィ＆サンズの子会社のEMAK Marsa Alam for Management & Operation Airportsが所有、運営しており、フランスのADPグループが管理している。

## 就航路線
| 航空会社                           | 就航地                                                                               |
| ---------------------------------- | ------------------------------------------------------------------------------------ |
| TUIフライ・ネーデルラント          | アムステルダム                                                                       |
| ブルーパノラマ航空                 | チャーター: ボローニャ, ミラノ/マルペンサ, ピサ, トレヴィーゾ                        |
| エーデルワイス航空                 | チューリッヒ                                                                         |
| エジプト航空エクスプレス           | カイロ                                                                               |
| エンターエア                       | チャーター: カトヴィツェ                                                             |
| ゲルマニア                         | 季節運航: ブレーメン, フランクフルト                                                 |
| ホリデイズ・チェコ航空             | 季節運航: プラハ                                                                     |
| ジャジーラ航空                     | クウェート                                                                           |
| TUIフライ・ベルギー                | ブリュッセル                                                                         |
| メリディアナ                       | チャーター: ボローニャ, ミラノ/マルペンサ, ローマ/フィウミチーノ, トリノ, ヴェローナ |
| ミストラル・エア                   | チャーター: ミラノ/マルペンサ                                                        |
| ネオス                             | チャーター: ボローニャ, ミラノ/マルペンサ, ヴェローナ                                |
| ノードスター                       | 季節運航: クラスノヤルスク, モスクワ/ドモジェドヴォ, ノリリスク                      |
| S7航空                             | 季節運航: モスクワ/ドモジェドヴォ, ノヴォシビルスク                                  |
| スモールプラネット航空             | ローマ/フィウミチーノ, ヴィリニュス, ワルシャワ/ショパン                             |
| サン・エキスプレス・ドイチェラント | デュッセルドルフ, フランクフルト, ライプツィヒ/ハレ, ミュンヘン, シュトゥットガルト  |
| トーマス・クック航空               | 季節運航: マンチェスター                                                             |
| トーマス・クック航空スカンジナビア | 季節運航: ストックホルム/アーランダ                                                  |
| TUIエアウェイズ                    | 季節運航: バーミンガム, ロンドン/ガトウィック, マンチェスター                        |
| トランサヴィア                     | アムステルダム                                                                       |
| トラベルサービス航空               | プラハ, ワルシャワ/ショパン                                                          |
| トラベルサービス・スロバキア       | ブラチスラヴァ, コシツェ                                                             |
| TUIフライ・ドイッチュラント        | フランクフルト, ミュンヘン, シュトゥットガルト                                       |